# 埃尔高
埃尔高是德国巴伐利亚州的一个市镇。总面积13.91平方公里，总人口1016人，其中男性519人，女性497人（2011年12月31日），人口密度73人/平方公里。